# Liste des comic books publiés par EC comics

logo de EC Comics

Cette liste recense les comic books publiés par EC Comics. Cette maison d'édition est née après la Seconde Guerre mondiale et a connu son heure de gloire dans les années 1950. Son éditeur, William Gaines, saborda sa ligne de comics après des démêlés avec le Comics Code Authority. Seul le magazine Mad a survécu. Au total EC Comics a publié 89 titres. Sa ligne éditoriale a varié au cours de trois périodes : Le Pre-Trend qui va de 1945 à avril 1950 ; le New Trend qui va d'avril 1950 (lancement d'une nouvelle politique éditoriale) à mars 1955 (déboires avec le Comics Code Authority) ; le New Direction de mars 1955 à mai 1956 (arrêt de toutes les publications excepté Mad).

## Note explicative
Cette liste ne reprend pas les Annuals qui étaient constitués de numéros invendus reliés pour vider les stocks. Elle ne reprend pas non plus les numéros hors-série de Mad, publiés après le rachat d'EC Comics par Time Warner.
EC Comics changeait couramment le titre de ses comic books. Dans ce cas, le changement est indiqué dans la dernière colonne et la ligne suivante marque le nouveau nom de la série. Les numéros entre parenthèses précisent les numéros marqués sur la couverture. Ainsi, Fat and Slat est numéroté de 1 à 4 ; il devient Gunfighter et le premier numéro de ce comics est le 5.

## Les comics Pre Trend
- War against Crime : au mois de décembre 1949 paraît le dixième numéro de ce comic book. La première histoire n'est pas une histoire policière mais une histoire horrifique dessinée par Al Feldstein, Buried alive (Enterré vivant). Au-dessus du dessin d'introduction est écrit « The Vault of Horror ». Les lecteurs sont accueillis par un personnage sans nom assis dans un caveau. L'histoire n'est pas encore une histoire d'horreur, il s'agit plutôt d'une histoire destinée à susciter l'effroi, dans la continuation de récits tels ceux d'Edgar Allan Poe, mettant en scène un personnage enterré vivant par erreur et un détrousseur de cadavres. Le onzième et dernier numéro contient lui aussi un épisode de The Vault of Horror dessiné par  Al Feldstein. L'hôte n'est toujours par nommé et l'histoire n'est toujours pas terrifiante. Il s'agit encore d'une personne enterrée vivante, cette fois-ci dans le sarcophage d'une momie, et encore une fois la personne qui le déterre devient folle (comme dans le numéro précédent). Pourtant la couverture (signée par Johnny Craig) qui montrait une momie menacer un égyptologue et le titre de l'histoire, The Mummy’s Curse (La Malédiction de la momie), pouvait laisser présager un récit plus horrifiant. Par ailleurs cette histoire montre aussi l'humour qui est de mise chez EC : l'un des égyptologues porte le nom de Gaines et son visage caricature celui de William Gaines, l'éditeur du comics.

| Titre                                                            | Date de parution                    | Nombre de nos | Genre                                                       | Informations                                           |
| ---------------------------------------------------------------- | ----------------------------------- | ------------- | ----------------------------------------------------------- | ------------------------------------------------------ |
| Desert Dawn                                                      | 1945 (date estimée)                 | 1             | publié pour le muséum d’histoire naturelle américain        |                                                        |
| Picture Stories from American History                            | 1945 à 1947                         | 4             | historique                                                  |                                                        |
| Picture Stories from the Bible (Complete Life of Christ Edition) | 1945                                | 1             | religieux                                                   |                                                        |
| Tiny Tot Comics                                                  | mars 1946 à décembre 1947           | 10            | pour jeunes enfants                                         |                                                        |
| Animal Fables                                                    | juillet 1946 à décembre 1947        | 7             | animalier, comique                                          |                                                        |
| The Land of the Lost Comics                                      | juillet 1946 à printemps 1948       | 9             | adaptation d’une émission radiophonique                     |                                                        |
| Out of the Past a Clue to the Future                             | 1946                                | 1             | comic promotionnel sur l’économie, financé par deux lobbies |                                                        |
| Picture Stories from the Bible (Old Testament)                   | 1946                                | 2 (nos 1-2)   | religieux                                                   | devient Picture Stories from The Bible (New Testament) |
| Picture Stories from The Bible (New Testament)                   | 1946                                | 1 (no 3)      | religieux                                                   |                                                        |
| Picture Stories from the Bible Complete Old Testament Edition    | 1946                                | 1             | religieux                                                   |                                                        |
| Reddy Kilowatt                                                   | 1946                                | 9             | didactique (histoire de l'électricité)                      |                                                        |
| Animated Comics                                                  | 1947                                | 1             | animalier, pour jeunes enfants                              |                                                        |
| Blackstone the Magician                                          | 1947                                | 1             | policier                                                    |                                                        |
| The Wonders of Wire Rope                                         | 1947                                | 1             | éducatif                                                    |                                                        |
| Picture Stories from the Bible (Complete New Testament)          | 1947                                | 1             | religieux                                                   |                                                        |
| Picture Stories from World History                               | du printemps 1947 à l'été 1947      | 2             | historique                                                  |                                                        |
| Dandy Comics                                                     | du printemps 1947 au printemps 1948 | 7             | humour                                                      |                                                        |
| Fat and Slat                                                     | de l'été 1947 au printemps 1948     | 4 (nos 1-4)   | humour                                                      | devient Gunfighter                                     |
| Gunfighter                                                       | de l'été 1948 à mars 1950           | 10 (nos 5-14) | western                                                     | devient Haunt of Fear                                  |
| Happy Houlihans                                                  | fin 1947                            | 2 (nos 1-2)   | humour                                                      | devient Saddle Justice                                 |
| Saddle Justice                                                   | du printemps 1948 à septembre 1949  | 6 (nos 3-8)   | western                                                     | devient Saddle Romances                                |
| Saddle Romances                                                  | novembre 1949 à mars 1950           | 3 (nos 9-11)  | romance                                                     | devient Weird Science                                  |
| Picture Stories from Science                                     | de printemps 1947 à l'été 1947      | 2             | didactique (histoire des sciences)                          |                                                        |
| International Comics                                             | du printemps 1947 à novembre 1947   | 5 (nos 1-5)   | policier                                                    | devient International Crime Patrol                     |
| International Crime Patrol                                       | printemps 1948                      | 1 (no 6)      | policier                                                    | devient Crime Patrol                                   |
| Crime Patrol                                                     | de l'été 1948 à février 1950        | 10 (nos 7-16) | policier                                                    | devient The Crypt of Terror                            |
| Moon Girl and the Prince                                         | automne 1947                        | 1             | science fiction                                             | devient Moon Girl                                      |
| Moon Girl                                                        | de l'hiver 1947 à mars 1949         | 5             | science fiction                                             | devient Moon Girl Fights Crime                         |
| Moon Girl Fights Crime                                           | de mai 1949 à l'été 1949            | 2             | science fiction, policier                                   | devient A Moon, a Girl… romance                        |
| A Moon, a Girl… Romance                                          | de septembre 1949 à mars 1950       | 4             | romance                                                     | devient Weird Fantasy                                  |
| The KO Punch                                                     | 1948                                | 1             |                                                             |                                                        |
| Across the Seas in a War Torn World                              | 1948                                | 1             | religieux                                                   |                                                        |
| The Church that Was Built with Bread                             | 1948                                | 1             | religieux                                                   |                                                        |
| War against Crime                                                | du printemps 1948 à février 1950    | 11            | policier                                                    | devient Vault of Horror                                |
| Lucky Fights It Through                                          | 1949                                | 1             | éducatif (prévention des maladies vénériennes)              |                                                        |
| Modern Love                                                      | de juin 1949 à août 1950            | 8             | romance                                                     |                                                        |

## Les comics New Trend
Tous les comics publiés comportent toujours quatre histoires de 6 à 8 pages ; il n'y aura qu'une seule exception : le quatrième numéro de Weird Science-Fantasy qui présente une seule enquête sur le phénomène des soucoupes volantes. La première page de chaque histoire est subdivisée en deux parties (dans les premiers numéros, cela est moins vrai et l'on a parfois une pleine page) : une vignette en occupe la moitié ou les deux-tiers de la page et sert à introduire le récit ou à attirer le lecteur par un dessin terrifiant ou mystérieux ; la seconde partie est constituée de quelques vignettes et lance l'histoire. Le récit se développe sur cinq à sept pages. Les dernières vignettes de la dernière page concluent l'histoire, souvent d'une façon horrible ou surprenante. Tous les comics comprennent au moins une nouvelle d'une page. Le genre du comics influençait bien sûr celui de la nouvelle.
Les couvertures étaient constituées de deux parties : la moitié haute présentait le titre, le prix, le logo  de l’éditeur ; la moitié basse se composait d'un dessin inspiré d'une des histoires à l'intérieur. Ce dessin servait d'appel au lecteur par le mystère (des enfants portent un cercueil) ou l'horreur (des têtes de morts-vivants présentées en gros plan) qu'il évoquait.
Chaque couverture était signée du nom de l'artiste et chaque histoire l'était aussi sur le premier dessin. Le respect de l'artiste était de mise chez EC, ce qui explique aussi qu'aucun comics n'est un style uniforme. Des styles aussi différents que ceux de Johnny Craig et Graham Ingels pouvaient se côtoyer dans le même périodique.

### Les comics d’horreur

#### Tales from the Crypt
En avril 1950 paraît le comics Crypt of Terror ; il porte le numéro 17 car il est la continuation de Crime patrol dont le seizième numéro fut le dernier. Au vingtième numéro il est renommé en Tales from the Crypt, nom qu'il gardera jusqu'à sa disparition au numéro 46 de février 1955. La première histoire, dessinée par Al Feldstein, est introduite par un hôte, qui n'est pas nommé, et qui est la seule du comics à être une histoire racontée par celui-ci puisqu'à la fin du récit il salue les lecteurs en disant qu'il les retrouvera dans le prochain numéro. Les deux histoires suivantes ne sont pas des récits d'horreurs mais des policiers. La dernière, dessinée par Johnny Craig, qui signe aussi la couverture, est une histoire de loup-garou. Le deuxième numéro (no 18) ne comprend qu'une histoire d'horreur, les trois autres sont des récits policiers qui ont une atmosphère fantastique mais qui s'expliquent rationnellement. Ainsi le comics quitte lentement ses origines policières. Au troisième numéro (no 19) les quatre récits sont des récits de terreur. Au cinquième (no 21) un des récits est introduit par The old witch et au sixième The vault-Keeper prend sa place au côté de ses compères Ghoulunatics.
À partir du numéro 27 l'ordre des auteurs va se stabiliser et peu varier. Jack Davis livrera toujours le premier récit et Graham Ingels le dernier. Les récits intermédiaires seront le plus souvent assurés par Joe Orlando et Jack Kamen. À partir du numéro 33 Joe Orlando est remplacé parfois par George Evans, et à partir du numéro 37 C'est Bill Elder qui prend parfois la place de Jack Kamen. Au numéro 40 Bernie Krigstein remplace Bill Elder comme substitut à Jack Kamen.
À partir du numéro 36 certains récits sortent de l'ordinaire et introduisent l'horreur dans un univers de conte ; ce sont les Grim Fairy Tales, avec un jeu de mots sur Grim (sinistre) et Grimm (les frères Grimm auteurs de contes), dessinés par Jack Kamen.
Le dernier numéro de ce comics est le 46. Les histoires qu'il contient auraient dû être celles prévues pour un quatrième magazine d'horreur reprenant le nom Crypt of Terror et introduit par The Crypt Keeper. Les difficultés liées à la naissance de la Comics Code Authority empêchèrent cette création mais comme les histoires étaient déjà écrites et dessinées elles devinrent celles du dernier numéro de Tales from the Crypt. Elles parurent inchangées si bien que la première page présente The Crypt-Keeper expliquer que ce comics est le premier Crypt of Terror.
Les artistes ayant participé à ce comics sont au début Johnny Craig, Al Feldstein, Wally Wood, Harvey Kurtzman qui seront ensuite remplacés par Jack Davis, Graham Ingels, Joe Orlando, George Evans, Jack Kamen, Bill Elder et Bernie Krigstein. D'autres artistes interviendront une ou deux fois : George Roussos (2 fois), Howard Larsen (1 fois), Fred Peters (1 fois), Reed Crandall (2 fois). Les couvertures furent de Johnny Craig pour les 4 premières. Il fut ensuite remplacé par AL Feldstein, du no 21 au 25 et pour le 28 ; Wally Wood proposa les couvertures des nos 26 et 27 ; Jack Davis  dessina toutes celles du no 29 au 46.

#### Vault of Horror
En avril 1950 paraît le premier numéro de The Vault of Horror. Il porte le numéro 12 car il vient à la suite de War against Crime dont le onzième numéro était le dernier. La couverture est signée Johnny Craig qui réalisera toutes les suivantes jusqu'à l'arrêt du comics. Ce premier numéro n'est pas encore consacré à l'horreur, quoique son titre en dise. D'ailleurs tout ce qui fera la réputation de EC va se mettre en place lentement. Ainsi des monstres apparaissent dans deux histoires (un loup-garou et une goule) mais il se révèle pour le premier qu'il s'agissait d'une mise en scène et pour le second, c'est une insulte adressée à une folle qui n'est donc pas une goule. Dans le deuxième numéro, aucun monstre n'apparaît ; la dernière histoire n'est même pas fantastique, elle reprend le  thème du film Les Chasses du comte Zaroff : un riche propriétaire, sur une île isolée, chasse, pour son plaisir, les êtres humains. C'est à partir du troisième numéro que l'horreur prend toute sa place avec une malédiction vaudou, des loups-garous, un vampire et une goule. Dans le quatrième numéro, apparaît pour la première fois The old witch en invitée et dans le sixième c'est The crypt keeper qui s'installe. Le 26e numéro voit l'apparition d'une jeune femme silencieuse qui accompagne The vault-keeper lors de l'introduction de la première histoire. Elle reviendra jusqu'au dernier numéro sans que sa présence soit jamais expliquée. En fait, un quatrième comics d'horreur était en préparation et cette jeune femme aurait dû en être l'hôte. L'arrêt brutal des comics d'horreur eut raison de ce projet.
Les dessinateurs ayant participé à ce comics sont : Johnny Craig qui dessinait toujours la première histoire, Harvey Kurtzman, Wally Wood (dans les premiers numéros pour ces deux dessinateurs), Jack Davis, Graham Ingels, Al Feldstein, Bernie Krigstein (dans les derniers numéros). Georges Evans, Al Wiliamson et Joe Orlando ne firent qu'une histoire.

#### Haunt of Fear
Le titre du comics était surtitré : « Here are tales that will usher you into ».
En mai 1950 sort le premier numéro de The Haunt of fear.  il porte le numéro 15 car il suit le quatorzième numéro de Gunfighter. La numérotation va changer à partir du quatrième numéro. En effet, sur la couverture ce n'est pas un 18 qui est marqué mais un 4. Les numéros 15 à 17 sont considérés rétroactivement comme les trois premiers de The Haunt of Fear. Dans le premier numéro, les histoires sont plus fantastiques qu'horribles. Aucun hôte n'est présent encore et c'est à partir du deuxième numéro (no 16) que The old witch (la vieille sorcière) intervient pour présenter la quatrième histoire. Elle porte alors une longue robe verte alors que dans le reste de la série elle portera une robe rouge. Elle est aussi plus grosse que par la suite où son apparence sera celle d'une très maigre vieille femme. Les récits sont nettement plus tournés vers l'horreur ; le premier met en scène un vampire, la dernière une momie et les intermédiaires même sans monstres cherchent à provoquer la peur du lecteur. À  partir du numéro quatre se met en place l'alternance entre les narrateurs et au numéro 6 l'ordre des dessinateurs. Graham Ingels ouvrira toujours le bal avec The old witch et Jack Davis finira, à quelques exceptions près, les réjouissances avec The Crypt-Keeper. Les auteurs des récits intermédiaires changent plus souvent mais on retrouve malgré tout des auteurs présents sur de nombreux numéros. Jack Kamen produira plusieurs récits, dont de nombreux Grim Fairy Tales ; sont aussi présents Johnny Craig, Wally Wood, Al Feldstein, George Roussos, Joe Orlando, George Evans, Reed Crandall.
Les couvertures furent d'abord signées par Johnny Craig (les sept premières sauf la quatrième) puis Al Feldstein (la quatrième puis de la huitième à la dixième). Elles furent ensuite toutes produites par Graham Ingels (de 11 à 28).

#### Histoires marquantes
Kamen's Kalamity : Ce récit, paru dans le no 31 de Tales of the Crypt d'août/septembre 1952, est notable car il ne s'agit pas d'une histoire d'horreur mais d'une autobiographie parodique racontée par Bill Gaines et Bill Elder. Elle illustre l'arrivée de Jack Kamen au sein de EC Comics. Le surtitre est, sur le modèle de The Vault of Horror ou The Crypt of Terror, The Den of Iniquity. On voit ainsi l'arrivée de Kamen dans les bureaux de EC où il est accueilli par Bill Elder alors que Bill Gaines poursuit sa secrétaire. Le thème principal de l'histoire est l'acceptation de Kamen à dessiner des histoires d'horreur alors que son style le porte vers des romances. Pour cela, à la fin du récit, Bill Gaines accepte de payer Kamen et d'écouter ses histoires drôles. Le seul élément d'horreur est un cauchemar que fait Jack Kamen après qu'il a dessiné une histoire horrifique. Sur les six pages de l'histoire, d'autres éléments comiques apparaissent. Ainsi voit-on Graham Ingels, Jack Davis et Johnny Craig (qui se sont eux-mêmes représentés) torturer des poupées vaudoues de Bill Gaines.
Lower Berth : illustré par Jack Davis dans le no 33 (daté décembre/janvier 1952) de Tales of the Crypt, raconte l'origine du Crypt-Keeper. Dans un temps où ni le cinéma, ni la radio, ni les comics n'existaient, le seul divertissement était les fêtes foraines itinérantes. L'une d'elles montrait dans sa galerie des monstres, une momie. Plus tard, le corps d'un homme à deux têtes conservé dans du formol est ajouté au spectacle. Cet être, dénommé Enoch, et la momie tombent amoureux, s'enfuient 
et se cachent. Un an plus tard, les forains retrouvent ces deux attractions sans entendre les cris d'un bébé, né de cette union : le Crypt-Keeper. 
Horror beneath the Streets  publié dans The Haunt of Fear no 3 (17) de septembre 1950. Cette histoire humoristique raconte comment EC Comics a été obligé d'abandonner ses séries pour publier des comics d'horreur. Al Feldstein et Bill Gaines sortent la nuit des bureaux d'EC en discutant de la possibilité de publier des comics d'horreur. Ils sont suivis dans la rue par une ombre menaçante et sont obligés de se réfugier dans les égouts. Ils sont là séparés ; Gaines rencontre The Crypt Keeper et Feldstein The Valut Keeper. Ils sont alors obligés de signer un contrat avec ces créatures et de publier les histoires qu'ils leurs fourniront. The Old witch explique dans la dernière case qu'elle était celle qui poursuivait Gaines et Feldstein et qu'ils purent sortir des égouts à la condition qu'elle aussi ait son magazine.
A Little Stranger publié dans The Haunt of Fear no 14 de juillet 1952. Des villageois pourchassent et tuent un loup-garou et une vampire qui s'aimaient. La nuit après leur exécution, ces deux monstres sortent de leurs tombes et sont mariés. Neuf mois plus tard, ils ressortent de nouveau de leurs tombeaux accompagnés par toute sorte de créatures pour la naissance de leur fille qui deviendra The old Witch.
Dans The Haunt of Fear no 19, un match de baseball se joue avec des entrailles

#### Les histoires adaptées de nouvelles deRay Bradbury
The coffin : Il s'agit de la première adaptation officielle d'une nouvelle de Ray Bradbury publiée dans The Haunt of Fear no 16 de novembre 1952 Un homme fabrique un cercueil automatisé qui embaume le corps, prononce un hommage et va au cimetière où il s'enterre lui-même. Son frère, curieux va voir d'un peu trop près cette merveille.
The Lake : en juin 1953 dans Vault of Horror, est adapté d'une nouvelle publiée en 1944. Le dessin est assuré par Joe Orlando. Une enfant disparaît sur la plage d'un lac. Dix ans plus tard, son cadavre refait surface et est découvert par celui qui était alors son camarade de jeu. Il ne s'agit pas d'une histoire de terreur et Orlando tend à cacher le cadavre (contrairement à ce qui se faisait habituellement dans ce comics). C'est la mort d'une enfant qui est horrible et le récit tente de transmettre cette souffrance. Ce fut la seule adaptation dune nouvelle de Bradbury dans ce comics.
There was an old woman : paru dans le numéro 34 (daté fevrier/mars 1953) et the Handler paru dans le numéro no 36 (daté juin/juillet 53) de Tales of the Crypt illustrés tous eux par Graham Ingels sont de adaptations de nouvelles, la première datée de 1944, la seconde de 1947. La première histoire présente une vieille femme qui refuse de mourir et qui lorsqu'elle meurt s'en prend tellement aux croque-morts que ceux-ci la laissent revenir dans son corps. La seconde montre la vengeance de corps maltraités par le croque mort qui les a embaumés. Dans les deux cas aucune image horrible n'est visible.
The Black Ferris : adaptation publiée dans The Haunt of Fear no 18 de mars 1953. Le possesseur d'une grande roue enchantée qui permet de rajeunir et de vieillir à volonté use de cela pour commettre des actes délictueux. Deux enfants sont témoins de cela et pour être certains que le malfaiteur ne s'en prenne pas à eux, vont détruire la table de commande du manège alors que le criminel est assis dedans.

### Les Suspenstories

#### Crime SuspenStories
Le premier numéro de Crime SuspenStories sort en octobre 1950. EC Comics a déjà publié des comics policiers (War against crime et Crime patrol), le titre trouve donc très rapidement son rythme de croisière. Les histoires mettent rarement en avant des policiers ou des détectives privés et on y voit plutôt des crimes dont les auteurs sont punis par un jeu du destin. Ainsi dans Poison, dessiné par Johnny Craig et publié dans Crime 3, un homme, après avoir assassiné son épouse, veut empoisonner une femme qui le fait chanter avec du whisky. Il chute malencontreusement dans les escaliers et s'évanouit. Pour le réveiller, un médecin utilise… le whisky. Il est rare que les criminels, même lorsqu'ils ont commis le crime parfait, échappent à cette forme de justice immanente et ironique.
Jusqu'au numéro 18, la première histoire est dessinée par Johnny Craig qui signe aussi la couverture. Du numéro 3 au 17, la quatrième histoire est un récit d'horreur dont la narratrice est The old witch ; elle est dessinée par Graham ingels, dessinateur attitré de ce personnage sauf, cas exceptionnel, pour deux histoires : Forty Whacks dessiné par Jack Kamen dans Crime 13 et Who's next, dessiné par Joe Orlando dans Crime 16. Les auteurs ayant participé à ce magazine furent d'abord, Johnny Craig, Graham Ingels, Wally Wood, Harvey Kurtzman (peu d'histoires pour ces deux artistes), Jack Kamen, Joe Orlando, Jack Davis, George Roussos, Al Williamson puis George Evans, Reed Crandall, Bernie Krigstein arrivèrent et furent les dessinateurs habituels alors que les anciens ne produisaient qu'épisodiquement des récits. D'autres artistes passèrent le temps d'un épisode : Sid Check, Fred Peters, Frank Frazetta et Bill Elder (2 histoires pour ce dernier).
Du numéro 11 au numéro 15, un des épisodes était constitué de deux EC quickies. En partant d'un même prémisse, deux histoires différentes étaient racontées. Ainsi dans Crime 12, deux histoires se répondent : la première Murder the lover raconte comment un mari se débarrasse de l'amant de sa femme lors d'une partie de chasse, la seconde montre l'amant se débarrassant du mari ; dans les deux cas, les assassins, imprévoyants, sont tués, le premier par un cerf qui le charge et qu'il ne peut abattre car son arme est vide, le second parce qu'il a vidé son chargeur sur le mari dans une barque qui, percée, coule alors qu'il ne sait pas nager. Ce quickie sera réutilisé par Harvey Kurtzman dans le numéro 11 de Mad et sera transformé en Murder the story.
Les couvertures furent essentiellement l'œuvre de Johnny Craig (jusqu'au no 22 inclus sauf le no 19 signée Feldstein). Puis ce furent George Evans (nos 23 et 24) et Jack Kamen (nos 25 à 27).

#### Shock SuspenStories
Le premier numéro de Shock SuspenStories paraît en février 1952. Il durera 18 numéros jusqu'en décembre 1954. Contrairement aux autres comics publiés par EC Comics, il n'est pas consacré à un thème précis mais fonctionne comme une anthologie dans laquelle se trouvent, à chaque fois, quatre histoires de genres différents : policier, science fiction, horreur, fantastique et « critique sociale ». En effet, très souvent on trouve une histoire qui a pour but explicite de critiquer le racisme, l'antisémitisme, voire l'anticommunisme ou encore les comportements moutonniers de la foule qui peut aller jusqu'à lyncher des personnes, se révélant par la suite innocentes. Par ailleurs, plusieurs histoires présentent les forces de l'ordre sous un aspect négatif. Ainsi on trouve deux histoires dans lesquelles un crime est commis et une personne est arrêtée qui va sous la pression du chef de la police signer des aveux ; or, il se révèlera que le criminel est ce policier. Ou bien un témoin des exactions du KKK veut témoigner mais les policiers font partie de cette organisation. Ce genre d'histoire seront interdites par le Comics Code qui préconise une vision toujours positive des forces de l'ordre.
Au dessin on trouvera Graham Ingels pour des histoires d'horreur, Jack Kamen (pour les policiers), Jack Davis (pour l'horreur), Wally Wood (souvent pour les critiques sociales), Joe Orlando (pour la science fiction), Reed Crandall (souvent pour l'horreur), George Evans, et plus rarement Johnny Craig, Al Williamson, Bernie Krigstein et Frank Frazetta.
Aucun dessinateur n'est chargé particulièrement de réaliser les couvertures. Ainsi trouve-t-on les signatures de Feldstein, Wood, Kamen, Evans.

#### Comics marquants
Crime SuspenStories #22 : la couverture est montrée par le comité sénatoriale sur la délinquance des jeunes comme un exemple de mauvais goût, alors que William Gaines la défend comme étant de bon goût.
Shock no 12 La couverture montre un homme allongé qui vient de se droguer avec une seringue qui est à l'avant plan. Cette image se réfère au récit The Monkey, dessinée par Joe Orlando, qui suit un jeune adulte devenir accro à la drogue et tuer son père pour pouvoir acheter sa dose. Ce genre de couverture sera bannie après la création de la Comics Code Authority qui interdit toute représentation de la drogue, même s'il s'agit de condamner son usage, comme c'est le cas ici. 
Shock no 13. Seule intervention de Frank Frazetta pour ce magazine. Il met en image un récit policier intitulé Squeeze Play.
Shock no 14. Ce numéro fut vivement critiqué par la commission sénatoriale pour l'histoire The Orphan. Une enfant, battue par son père, et que la mère va abandonner pour suivre son amant, se débarrasse d'eux afin d'être adoptée par sa tante. Lorsque la mère et l'amant quittent la maison, ils rencontrent le père qui tombe ivre-mort sur le trottoir. La mère s'évanouit et l'amant s'enfuit. L'enfant tue son père et place l'arme dans la main de sa mère. Celle-ci et son amant seront condamnés à la chaise électrique. Montrer ainsi une enfant qui était machiavélique et décrire une vie familiale aussi noire fut pointé du doigt par les membres de la commission.

#### Histoires marquantes
- Blood red wine dans Crime 3 : adaptation par Graham Ingels de la nouvelle d'Edgar Allan PoeLa Barrique d'Amontillado.
- The patriot : lors d'un défilé un homme ne semble pas honorer les vétérans de la guerre de Corée qui défilent. Pris à partie par des spectateurs il est battu à mort. La fin nous apprend que cet homme est lui-même un vétéran de cette guerre où il fut blessé. Cette histoire montre une foule qui considère cet étranger comme un ennemi, un mauvais américain parce qu'il est probablement un commie[n 3]. La bêtise de la peur des rouges et les actes hystériques qu'elle amène est ici dénoncée[3].
- The guilty : un noir est accusé injustement d'avoir tué une jeune femme blanche. Arrêté, il est menacé par la foule qui veut le lyncher. Finalement, le shérif qui refuse qu'un avocat des droits civils puisse sauver son prisonnier tue celui-ci[4].
- In gratitude dans Shock 11 d'octobre 1953 : un vétéran de la guerre de Corée de retour dans son village natal apprend que ses parents ont refusé d'enterrer dans le caveau familial le soldat mort en le sauvant car ce dernier était noir. Le discours qu'est invité à faire ce vétéran  lors de la cérémonie en son honneur, se transforme en tirade contre le racisme des habitants du village. Cette histoire fut à l'origine de discussions, par lettres interposées dans le courrier des lecteurs, entre militaires racistes et militaires qui vantaient le refus de discrimination dans l'armée[W 1].

#### Les histoires adaptées de nouvelles deRay Bradbury
Small Assassin dans Shock 7 de février 1953 : adaptation dessinée par George Evans. Un bébé doué de conscience tue sa mère et tente de tuer son père.
The october game dans Shock 9 de juin 1953, adaptation dessinée par Jack Kamen. Un homme veut se venger de son épouse un soir d'Halloween. L'histoire est présentée comme un récit d'horreur mais rien d'horrible n'est montré ; l'horreur surgit dans la dernière case après une lente montée de l'angoisse, mais rien n'est montré. Toute l'horreur de la situation est laissée à l'imagination du lecteur.
The Screaming woman : adaptation par Jack Kamen d'une nouvelle de 1951. Une enfant est la seule à entendre les hurlements d'une femme venant de sous terre.
Touch and Go : adaptation de la nouvelle "The Fruit at the Bottom of the Bowl" (publiée en 1948) réalisée par Johnny Craig parue dans Crime 17.

### Les comics d'aventures et de guerre
Alors qu'EC produisait déjà les comics d'horreur et de science-fiction, Harvey Kurtzman qui jusqu'alors produisait des histoires dans ces genres, proposa à Bill Gaines de diversifier sa production avec un comics d'anventure . Bill Gaines accepta et fit de Kurtzman le rédacteur en chef de cette nouvelle série. Le succès remporté par ce comics amena la création d'un second titre Frontline combat.

#### Two-fisted Tales
Two-fisted Tales est un magazine dont le premier numéro sort en novembre 1950. Il porte sur la couverture le numéro 18 car il vient à la place de The Haunt of Fear. Ce dernier titre repris sa numérotation à partir du no 4 (cf. ci-dessus).  Harvey Kurtzman fut non seulement éditeur mais aussi auteur des histoires de Two-fisted Tales. Il dessina aussi plusieurs histoires et assura le dessin de couverture. Le comics connut trois périodes. Tout d'abord il fut constitué de récits d'aventures ; cela dura 4 numéros (du 18 au 22). Dès le deuxième numéro, on trouve un récit de guerre. Ce genre va devenir proéminent et à partir du cinquième numéro (le 23), seul ce genre se retrouvera dans le comics. La guerre de Corée et l'intervention américaine explique ce changement d'orientation du comics. Et lorsque la guerre de Corée s'achève, l'intérêt pour des récits exclusivement guerriers va diminuer ce qui conduira à la troisième période de Two-fisted Tales, rebaptisé The new Two-fisted Tales, qui redeviendra ce qu'il était à l'origine : un comics d'aventures. À cette occasion, il passera de bimestriel à trimestriel pour devenir bimestriel aux deux derniers numéros. Harvey Kurtzman abandonna alors son poste qui fut confié au dessinateur John Severin. Ce dernier fut rédacteur du comics jusqu'à sa fin au numéro 41. La raison principale de cet abandon de Kurtzman fut la montée en importance de Mad auquel il consacrait de plus en plus de temps tcj.
Les dessinateurs ayant participé à ce comics furent Harvey Kurtzman, Wally Wood, Johnny Craig, John Severin, Bill Elder, Jack Davis, George Evans, Reed Crandall, Gene Colan (2 fois), Joe Kubert (2 fois) ; Al Feldstein, Alex Toth, Dave Berg, Ric Estrada et Bernie Kriegstein réalisèrent une histoire chacun.
Du numéro 18 au 29 Kurtzman assura les couvertures puis Jack Davis, Wally Wood et Kurtzman en produisirent quelques-unes, du numéro 36 à 39 ce fut John Severin. Enfin les deux dernières furent de George Evans puis Jack Davis.

#### Frontline Combat
Comme Two-fisted Tales avait des ventes satisfaisantes, Bill Gaines et Harvey Kurtzman décidèrent d'éditer un second magazine de guerre : Frontline Combat. Le numéro 1 paru en juillet 1951. Quinze numéros de ce comics furent publiés avant que le désintérêt du lectorat pour ce genre de récits et le manque d'entrain de Kurtzman, qui préférait se consacrer à Mad, ne cause sa fin. Comme Two-fisted Tales dans sa deuxième période, ce comics fut exclusivement constitué d'histoires de guerres, mais, bien que la guerre de Corée soit très souvent présente, toutes les époques furent traitées, qu'il s'agisse des guerres romaines, de celles du Moyen Âge, de la guerre d'indépendance ou celle de Sécession, etc. 
Les dessinateurs ayant participé à ce comics furent Harvey Kurtzman, Wally Wood, John Severin, Bill Elder, Jack Davis, et George Evans. Passèrent aussi pour un ou deux épisodes Joe Kubert, Russ Heath, Ric Estrada 1 fois pour ceux-ci, Alex Toth 2 fois.
Les 9 premières couvertures furent signées par Harvey Kurtzman puis se succédèrent John Séverin encré par Bill Elder (no 10), Jack Davis (nos 11 et 12) et Wally Wood pour les trois dernières.

#### Piracy
Piracy est un comics d'aventures qui mettait à chaque fois en scène des marins (sans qu'il y ait nécessairement des pirates) et dont le premier numéro fut daté d'octobre/novembre 1954. Au-dessus du titre était écrit : Sagas of the sea, ships, plunder and… Le logo EC n'était pas inscrit dans un cercle mais dans une roue de commandement. Le comics connut 7 numéros. Les trois derniers portaient le sceau du comics code.
Les dessinateurs étaient : Reed Crandall, Wally Wood, Al Williamson (encré par Angelo Torres), Jack Davis, George Evans, Graham Ingels, Bernie Krigstein
Les couvertures furent de Wally Wood, Reed Crandall (du no 2 au no 4), Bernie Krigstein (nos 5 et 6) et George Evans.

#### Comics marquants
Frontline Combat no 7 : numéro consacré à la bataille d'Iwo-Jima.
Frontline Combat no 9 : numéro consacré à la guerre de sécession
Frontline Combat no 12 : numéro consacré à l’U.S. Air Force. Un encart publicitaire, dessiné par Jack Davis, faisait la promotion du Ground observer Corps que des civils pouvaient rallier pour observer le ciel pour l'U.S Air Force.
Two-fisted Tales no 19 est le premier comics édité par Harvey Kurtzman.
Two-fisted Tales no 26 : tout le comics est consacré à un épisode de la guerre de Corée : le réservoir de Changjin
Two-fisted Tales nos 31 et 35 : ces numéros sont consacrés à la guerre de Sécession.

### Les comics de science fictionWeird Science,Weird Fantasy,Weird Science-FantasyetIncredible Science-Fiction
Lorsque Bill Gaines et Al Feldstein décident de changer la politique éditoriale de EC, ils transforment deux romance comics en comics de science-fiction. A Moon, A Girl… Romance devient Weird Fantasy et Saddle Romances devient Weird Science. Même si le contenu change, la numérotation poursuit celle des comics abandonnés. Ainsi au mois de mai 1950 paraissent Weird Science no 12 et Weird Fantasy no 13. Après cinq numéros, ils changent de numérotation. En janvier 1951 paraît Weird Science no 5 et en mars 1951 Weird Fantasy no 6. Ces deux comics vont être publiés jusqu'en novembre 1953. À cette date, l'éditeur fond les deux titres en un seul nommé Weird Science-Fantasy dont le premier numéro paraît en mars 1954. Sur la couverture est indiqué le no 23 car il suit les nos 22 respectifs de Weird Science et Weird Fantasy. Les raisons de ce changement sont d'ordre financier. Les ventes n'étaient pas assez importantes pour soutenir deux comics de science-fiction. Weird Science-Fantasy fut publié à un rythme trimestriel sur quatre numéros puis il devint bimestriel pour les trois derniers. Le prix fut fixé à 15 cents, pour ensuite redescendre, après deux numéros, à 10 cents. Après le no 29 il changea de nom et devint Incredible Science-Fiction au no 30 en même temps qu'il recevait le visa de la Comics Code Authority. Ce dernier avatar ne durera que quatre numéros ; Bill Gaines préférant renoncer finalement à éditer des comics et à publier exclusivement Mad.
Les thèmes des histoires touchent quasiment tous les genres de la science-fiction. Si le Space-opera n'est pas présent on trouve cependant des histoires d'invasion extra-terrestres et des récits de voyages spatiaux. Les épisodes de Kurtzman sont toujours teintés d'ironie et Feldstein s'amuse souvent à mettre en scène le secrétaire d’État à la défense et à se représenter avec Bill Gaines. Deux « EC quickies » sur le modèle de ceux publiés dans Crime furent publiés dans Weird Fantasy 14 et 15.
Les dessinateurs furent Wally Wood, Joe Orlando, Harvey Kurtzman, Al Feldstein, Frank Frazetta, Al Williamson, George Evans, George Roussos, Harry Harrison, Will Elder, Jack Kamen, John Severin, Bernie Krigstein, Reed Crandall, Jack Davis et exceptionnellement Sid Check, Jack Olesen, Marty Elkin, Graham Ingels et Roy Krenkel.
Les scénarios furent écrit par Al Feldstein, Harry Harrison, Harvey Kurtzman, Jack Oleck et Gardner Fox. De 1951 à 1953 ce fut Feldstein qui écrivit tous les scénarios.
Les couvertures de Weird Science furent signées Al Feldstein jusqu'au no 8, ainsi que le no 11. Wally Wood réalisa toutes les autres.
Les couvertures de  Weird Fantasyfurent toutes de Al Feldstein sauf une collaboration entre Feldstein et Al Williamson (no 18), deux couvertures de Joe Orlando (nos 19 et 22), et une collaboration entre Williamson et Frank Frazetta (no 21).
Les auteurs des couvertures de Weird Science-Fantasy changèrent constamment. Elles furent dans l'ordre signées par Wood, Feldstein, Williamson, Feldstein, Wood, Feldstein, Frazetta.
Ce fut Jack Davis qui signa les trois premières couvertures dIncredible Science-Fiction et Wally Wood la dernière.

#### Comics marquants
Weird Science-Fantasy no 4 : Tout le comics est consacré à relater de réels récits d'observations de soucoupes volantes.

#### Histoires marquantes
The Black Arts dessiné par Wally Wood dans Weird Fantasy no 2. Le personnage principal utilise le Necronomicon pour séduire une jeune femme. Cela ne se révèlera pas une bonne idée.
The Aliens dessiné par Al Williamson dans Weird Fantasy no 17 : Dans le premier dessin on voit la terre exploser. Des extra-terrestres vont découvrir les ruines et  trouvent un exemplaire de Weird Fantasy no 17. Ils commencent à le lire et arrivent à la troisième histoire. Le premier dessin montre la terre exploser. Les extraterrestres se voient alors partir pour découvrir les ruines. Ils progressent dans le récit qui reprend les pages passées et arrivent enfin à la dernière page : les extra-terrestres s'exclament en se voyant s'exclamer et lire la dernière page et ainsi de suite à l'infini…
My World publié dans Weird Science no 22 : il ne s'agit pas d'une histoire mais plutôt d'un essai de Waly Wood qui décrit ce qu'est le monde d'un dessinateur e comics. Ce monde est celui de guerriers, de savants de extra-terrestres. Ce n'est pas le monde réel car c'est celui d'un auteur.
Judgement Day, publié dans Incredible Science Fiction #33 (février 1956), Un cosmonaute arrive sur une planète de robots afin de savoir si ceux-ci peuvent faire partie de la confédération des planètes. Mais il découvre que certains robos sont victimes de discrimination. La société n'est pas encore assez évoluée et les robots ne peuvent donc pas être acceptés. Toutefois, l'astronaute laisse un espoir à ceux-ci en expliquant que les terriens avant étaient comme eux mais qu'ils ont réussi à se débarrasser de leurs péjugés. De retour dans sa cabien l'astronaute enlève son casque qui le couvrait durant toute l'histoire et se révèle être un noir. Cette fin provoqua la colère d'un des membres du Comics Code Autority qui voulait absolument que l'astronaute soit blanc. Il menaça Bill Gaines qui le menaça en retour de révéler les raisons réelles de la censure dont il le menaçait, à savoir son racisme.

#### Les histoires adaptées de nouvelles deRay Bradbury
There will come Soft Rains paru dans Weird Fantasy no 17 dessinée par Wally Wood : Une bombe atomique a frappé une ville. Seule une maison entièrement automatisée continue son activité quotidienne. Elle sera détruite finalement par un incendie.
Zero Hour paru dans Weird Fantasy no 18 dessinée par Jack Kamen : des enfants aident les martiens à envahir la terre.invasion martienne.
King of the Grey Spaces paru dans Weird Fantasy no 19 dessinée par John Severin et Will Elder : Comment un adolescent va être choisi pour faire partie des astronautes.
I, Rocket paru dans Weird Fantasy no 20 dessinée par Al Williamson : autobiographie d'une fusée de guerre.
The Million Year Picnic paru dans Weird Fantasy no 21 dessinée par John Severin et Will Elder : chroniques martiennes.
The Silent Towns paru dans Weird Fantasy no 22 dessinée par Reed Crandall : un homme croit être le dernier humain sur mars. Quand il découvre une femme, celle-ci est obèse. Il part en courant et est heureux d'être seul.
The Long Years paru dans Weird Science no 17 dessinée par Joe Orlando : Chronique martienne. Un homme recrée sa famille en fabriquant des androïdes.
Mars is Heaven! paru dans Weird Science no 18 dessinée par  Wally Wood : chronique martienne. En arrivant sur Mars des astronautes retrouvent leur vie passée sur Terre.
The One who waits paru dans Weird Science no 19 dessinée par Al Williamson : chronique martienne. Une brume s'empare de l'esprit d'astronautes.
Surprise Package paru dans Weird Science no 20 dessinée par Jack Kamen : un inventeur crée de répliques de lui-même our que les femmes qui l'aiment ne soient pas seules.
Punishment without Crime paru dans Weird Science no 21 dessinée par Jack Kamen : un homme tue un robot qui personnifie sa femme. Il est condamné pour meurtre.
Outcast of the Stars paru dans Weird Science no 22 dessinée par Joe Orlando : un homme organise un mensonge parfait pour faire aller ses enfants sur Mars.
The Flying Machine paru dans Weird Science-Fantasy no 1 signé par Krigstein : un Chinois invente une machine pour voler mais au lieu d'être récompenser par l'empereur celui-ci exige son exécution.
A Sound of Thunder (Un coup de tonnerre) paru dans Weird Science-Fantasy no 3 signé par  Al Williamson : lors d'un voyage dans le temps pour chasser les dinaosaures, un homme écrase un papillon : l'histoire de l'Humanité en est changée

### Les histoires adaptées de nouvelles deEando Binder
The Teacher from Mars dessinée par Joe Orlando dans Weird Science-Fantasy no 2
I, Robot, adapté de Adam Link, dans Weird Science-Fantasy no 5 et ses suites également dessinées par Joe Orlando : The Trial of Adam Link dans Weird Science-Fantasy no 6 et Adam Link in business dans Weird Science-Fantasy no 7.

### Les comics d'humour

#### Mad

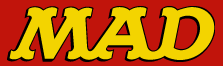
logo de MAD

En 1952, Harvey Kurtzman propose à William Gaines un nouveau comics : 'Tales Calculated To Drive You Mad qui deviendra par la suite simplement Mad. Il était alors sous-titré :  Humor in a jugular vein. Harvey Kurtzman en écrit tous les scénarios, dessine quelques couvertures et quelques histoires. Le premier numéro paraît en octobre-novembre 1952. Si les premières parodies parues dans Mad s'attaquent aux comics, par la suite tout ce qui fait partie de la culture américaine sera une cible pour l'équipe de Mad. Les premiers numéros ne connaissent pas le succès mais par la suite les ventes, à partir du quatrième numéro, vont monter en flèche. Aussi après neuf numéros bimestriels, Mad devient mensuel en janvier 54. En juillet 1955, au numéro 24, le format comics est abandonné et Mad devient un magazine. La raison de cette transformation tient à la volonté de William Gaines de garder Kurtzman au sein de EC Comics. En effet, le magazine Pageant avait proposé à Kurtzman de devenir le rédacteur en chef de la revue et celui-ci avait déjà fait savoir à Gaines qu'il souhaitait faire de Mad un magazine. Gaines avait d'abord refusé car il ignorait tout de l'édition de ce type de revue, mais finalement il accepta la demande de Kurtzman, ce qui décida celui-ci à rester<. Ce changement de format permit à Mad de ne pas être soumis au Comics Code Authority et de continuer à être distribué alors que tous les autres titres de EC Comics étaient abandonnés.

En avril 56, Harvey Kurtzman quitte EC Comics à la suite d'un différend avec Bill Gaines. C'est Al Feldstein qui prend la direction du journal à partir du numéro 29. Avec lui aux commandes, la diffusion du magazine va augmenter jusqu'à atteindre le chiffre de 2,132,655 en 1974.
La périodicité de ce magazine va varier souvent et à la fin de 1958, huit numéros de Mad seront publiés annuellement et ce afin d'assurer la qualité de la revue. 
Les premiers artistes à travailler pour Mad sont ceux que l'on trouve habituellement dans les comicss publiés par EC :  Harvey Kurtzman, John Severin, Jack Davis, Bill Elder, Wally Wood. Après l'arrivée de Feldstein et l'arrêt de tous les comics publiés par EC Comics on trouve les noms de Al Jaffee, Dave Berg, Antonio Prohías qui signe Spy vs. Spy, Don Martin, Sergio Aragonés, Frank Jacobs, Angelo Torres et Mort Drucker.

#### Panic
Voulant profiter du succès de Mad, Bill Gaines décide de lancer un second comics bimestriel parodique intitulé Panic, sous-titré « humor in a varicose vein », à rapprocher du sous-titre de Mad, et dont le premier numéro est daté de février-mars 1954. L'éditeur est Al Feldstein qui écrit aussi les scénarios. Cependant Panic ne connaîtra jamais le succès de Mad et sera arrêté après 12 numéros.
Les dessinateurs sont des habitués des EC Comics : Jack Davis, Joe Orlando, Bill Elder, Wally Wood. Les scénarios sont de Al Feldstein pour les six premiers numéros puis ils sont confiés à Jack Mendelsohn. Les couvertures sont d'abord dessinée par Feldstein, qui signe Feld suivi d'une chopesur le modèle de Harvey Kurtzman qui signait Kurtz suivi d'un homme stylisé, (excepté celle du no 4 de Basil Wolverton) ; à partir du no 6 ce ne sont plus des dessins qui ornent la couverture mais des textes, des photos, des formes abstraites, etc. seule la couverture du no 12, de Jack Davis reviendra à une forme classique de dessin de comics.
Selon certaines sources,, Panic aurait été créé avant Mad par Gaines et Feldstein mais l'idée aurait été abandonnée. Lorsque Kurtzman aurait voulu éditer un nouveau comics, Gaines aurait alors suggéré de reprendre cette idée qui serait devenue Mad. Cette version s'appuie sur l'éditorial publié dans le no 1 de Panic mais Harvey Kurtzman l'a toujours démentie.

#### Comics marquants
Panic 1 a été interdit au Massachusetts à cause de la quatrième histoire publiée qui est une parodie de The Night before Christmas, poème de Clement Clarke Moore écrit en 1822. La première histoire, My Gun is the Jury, valut aussi des ennuis à EC avec la police et avec la presse bien pensante car les personnages principaux se révélaient être des travestis.

### Tableau synoptique des comicsNew Trend
| Titre                                  | Date de parution             | Nombre de nos            | Genre                             | Informations |
| -------------------------------------- | ---------------------------- | ------------------------ | --------------------------------- | --- |
| The Crypt of Terror                    | avril 1950 à août 1950       | 3 (17-19)                | horreur                           | devient Tales from the Crypt |
| Tales from the Crypt                   | octobre 1950 à février 1955  | 27 (20-46)               | horreur                           | |
| The Vault of Horror                    | avril 1950 à décembre 1954   | 29 (12-40)               | horreur                           | |
| The Haunt of Fear                      | mai 1950 à septembre 1950    | 3 (15-17)                | horreur                           | En novembre 1950 la série est renumérotée en commençant au no 4 et le no 18 est attribué à Two fisted Tales                                           |
| Weird Science                          | mai 1950 à novembre 1953     | 4 (12-15) puis 18 (5-22) | science-fiction                   | en janvier 1951 la série est renumérotée en commençant au no 5. Au printemps 1954 la série est fusionnée avec Weird Fantasy en Weird Science-Fantasy. |
| Weird Fantasy                          | mai 1950 à novembre 1953     | 5 (13-17) puis 17 (6-22) | science-fiction                   | en mars 1951 la série est renumérotée en commençant au no 6. Au printemps 1954 la série est fusionnée avec Weird Science en Weird Science-Fantasy.    |
| Weird Science-Fantasy                  | Printemps 1954 à mai 1955    | 7 (23-29)                | science-fiction                   | devient Incredible Science Fiction |
| Incredible Science-Fiction             | juillet 1955 à janvier 1956  | 4 (30-33)                | science-fiction                   | |
| Crime SuspenStories                    | octobre 1950 à février 1955  | 27                       | policier                          | |
| Two-Fisted Tales                       | novembre 1950 à février 1955 | 24 (18-41)               | aventures puis guerre             | |
| Frontline Combat                       | juillet 1951 à janvier 1954  | 15                       | guerre                            | |
| Piracy                                 | octobre 1954 à octobre 1955  | 7                        | aventures de pirates et corsaires | |
| Shock SuspenStories                    | février 1952 à décembre 1954 | 18                       | divers                            | |
| Mad                                    | depuis octobre 1952          | parution en cours        | humour                            | |
| Panic                                  | février 1954 à décembre 1955 | 12                       | humour                            | |
| Three dimensional E.C. Classics        | printemps 1954               | 1                        | anthologie                        | devient Three dimensional Tales from the Crypt |
| Three dimensional Tales from the Crypt | printemps 1954               | 1 (2)                    | horreur                           | |

## Les comics New Direction et les Picto-Fictions

### Aces high
Aces high est un comics dont le premier numéro paraît en mars 1955 et qui s'intéresse aux actes héroïques des pilotes d'avions. La première guerre mondiale est la période de prédilection, mais on trouve dans le dernier numéro deux histoires qui se déroulent durant la seconde guerre mondiale. Quatre dessinateurs seulement participèrent aux cinq numéros de ce comics :  Wally Wood, Bernie Krigstein, George Evans et Jack Davis. Evans fut le seul artiste à fournir les dessins de couverture. 

### Extra!
Extra ! est un comics d'aventures, dont le premier numéro sort en mars 1955, et qui relate des aventures dont les héros sont des journalistes. Cas exceptionnel pour une série EC, ce sont des personnages récurrents dont on peut lire les enquêtes dans chacun des cinq numéros. Ainsi Keith Michael apparaît dans la première et la dernière histoire  dessinées par Johnny Craig, Steve Rampart est un photographe dont les exploits sont racontés dans la deuxième histoire par John Severin enfin les investigations de Geri Hamilton occupent la troisième histoire (excepté dans le premier numéro d'Extra où le journaliste est Jock MacDuff) réalisée par Reed Crandall. Les couvertures sont de Johnny Craig et dans les trois premiers numéros imitent la forme des journaux : au-dessus du titre, est inscrit en lettres gothiques World Press, le côté droit présente un texte de type journalistique signé par Keith Michael, à suivre en page 3 (page de la première enquête), et à gauche de ce texte on voit un dessin, légendé photo by Johnny Craig. Le travail important de cet artiste s'explique par son rôle d'éditeur de Extra !.
Dans le troisième numéro, la première enquête est une picto-fiction, une nouvelle abondamment illustrée et elle est poursuivie par Steve Rampart car Keith Michael échoue à trouver le criminel. 

### Impact
Si tous les comics publiés durant la nouvelle direction ont une thématique précise, il n'en est pas de même pour ce comics qui livre des récits conçus pour porter un impact ({{Citation étrangère[lang=en|tales designed to carry an… impact}}) c'est-à-dire un équivalent dessiné d'une nouvelle à chute. À chaque fois, le fin mot de l'histoire se révèle dans les dernières, voire la dernière, cases. Le premier numéro paraît en mars/avril 1955. Les dessinateurs varient beaucoup sur les cinq numéros de la série et on retrouve Reed Crandall, Graham Ingels, George Evans, Bernie Krigstein, Jack Davis, Joe Orlando et Jack Kamen. Les couvertures sont toutes de Jack Davis.

#### Histoires marquantes
The Diamond Pendant est une adaptation de la nouvelle La Parure de Guy de Maupassant dessinée par Graham Ingels et publiée dans le premier numéro d'Impact.

### M.D.
le premier numéro de M.D. paraît en avril 1955 ; les histoires médicales qu'il comprend sont dessinées par Graham Ingels, George Evans, Joe Orlando et Reed Crandall qui seront les dessinateurs attitrés de ce comics durant ses cinq numéros d'existence. Chaque histoire montre un patient victime d'un accident ou d'une maladie grave et qu'un habile médecin parvient à guérir. Toutes les couvertures de Johnny Craig qui participe à ce comics uniquement par ce biais. 

### Psychoanalysis
Psychoanalysis est un bimestriel dont le premier numéro paraît en mars/avril 1955, il porte le surtitre People Searching for Peace of Mind through… Il est exceptionnel à plus d'un titre. Tout d'abord un seul artiste, Jack Kamen, est le dessinateur des histoires et des couvertures. Il n'y a que trois récits, et non pas quatre comme d'habitude, ce qui permet de les développer plus longuement ; de plus ces récits sont à suivre sur plusieurs numéros. Enfin, le thème même est original puisque le comics permet de suivre trois personnages suivant une psychanalyse et chaque récit présente une séance entre le patient et le psychiatre. Cela ne réussira pas à convaincre le lectorat et Psychoanalysis s'arrête après seulement quatre numéros.
Si Psychoanalysis porte le sceau du comics code, cela se fait au détriment du discours que l'auteur souhaite tenir. En effet, l'un des patients, Mark Stone, était prévu pour être juif et certains de ses problèmes étaient liés à cela, mais le CCA refusa qu'il soit fait mention de la judéité du personnage, ce qui rend l'histoire incompréhensible (dixit Bill Gaines).

### Valor
Valor est un comics présentant des récits d'aventures situées dans le passé, que ce soit  sous la Rome antique (toujours pour la première histoire) ou au Moyen Âge (la dernière histoire du recueil), durant la Révolution française ou la conquête de l'Amérique, etc. Ce sont des récits de combats mortel et des actes de vaillance (comme l'indique le sur-titre : Tales of Mortal Combat, and Deeds of… Valor) qui vont être proposés dans les cinq numéros de ce comics qui paraît pour la première fois en mars 1955. Les dessinateurs seront Al Williamson, qui réalise quatre des histoires romaines sur cinq, Wally Wood, Reed Crandall, Bernie Krigstein, Graham Ingels et une fois Joe Orlando. Les couvertures sont signées Wally Wood (nos 1, 4 et 5), Al Williamson (no 2) et Joe Orlando (no 3).

### LesPicto-Fictions
En 1956, Bill Gaines va tenter une nouvelle aventure en lançant quatre magazines de 64 pages coûtant 25 cents. Le premier Shock Illustrated paraît en septembre 1955. il est suivi de Crime Illustrated et Terror Illustrated en novembre 1955 puis de Confessions Illustrated en janvier 1956. Seul Shock Illustrated connaîtra trois numéros, les autres s'arrêtant après le second. Les magazines étaient prêt à être publiés mais il faudra attendre 2006, lors d'une réédition de l'intégrale des Picto-Fictions, par l'éditeur Gemstone, pour que celle-ci soit augmentée des numéros qui n'étaient jamais sortis en kiosques. Dès le début ces magazines se vendent mal et lorsque le distributeur de EC Comics fait faillite, Bill Gaines décide d'arrêter la publication de tous ces titres. Chaque magazine comporte entre trois et cinq nouvelles, qui parfois sont une reprise de scénarios utilisés dans des comics de la période du New Trend ; elles sont largement illustrées puisque certains dessins prennent les 2/3 de la page.
Les artistes sont des habitués de EC : Reed Crandall, Joe Orlando, Graham Ingels, Jack Davis, George Evans (plus une histoire illustrée par Charles Sultan) pour Terror Illustrated ; Jack Kamen, Reed Crandall, George Evans, Al Williamson, Graham Ingels pour Shock Illustrated ; Jack Kamen, Joe Orlando, Wally Wood, Johnny Craig, Reed Crandall pour Confessions Illustrated ; Bernie Krigstein, Reed Crandall, Joe Orlando, Graham Ingels, George Evans (plus une histoire illustrée par John Larner) pour Crime Illustrated.
Les scénaristes sont principalement Al Feldstein et Daniel Keyes, le futur auteur du roman Des fleurs pour Algernon.
| New Direction          |                            |               |                           |              |
| Titre                  | Date de parution           | Nombre de nos | Genre                     | Informations |
| Aces high              | mars 1955 à novembre 1955  | 5             | aviation                  |              |
| Impact                 | mars 1955 à novembre 1955  | 5             | aventures                 |              |
| Psychoanalysis         | mars 1955 à septembre 1955 | 4             | Récits de psychanalyse    |              |
| Valor                  | mars 1955 à novembre 1955  | 5             | aventure                  |              |
| Extra                  | mars 1955 à novembre 1955  | 5             | aventures de journalistes |              |
| M.D                    | avril 1955 à janvier 1956  | 5             | Médecine                  |              |
| Picto-Fiction          |                            |               |                           |              |
| Shock Illustrated      | septembre 1955 à mai 1956  | 3             |                           |              |
| Crime Illustrated      | novembre 1955 à avril 1956 | 2             | policier                  |              |
| Terror Illustrated     | novembre 1955 à avril 1956 | 2             | horreur                   |              |
| Confession Illustrated | janvier 1956 à mai 1956    | 2             | Romance                   |              |